# Emirado Islâmico do Waziristão

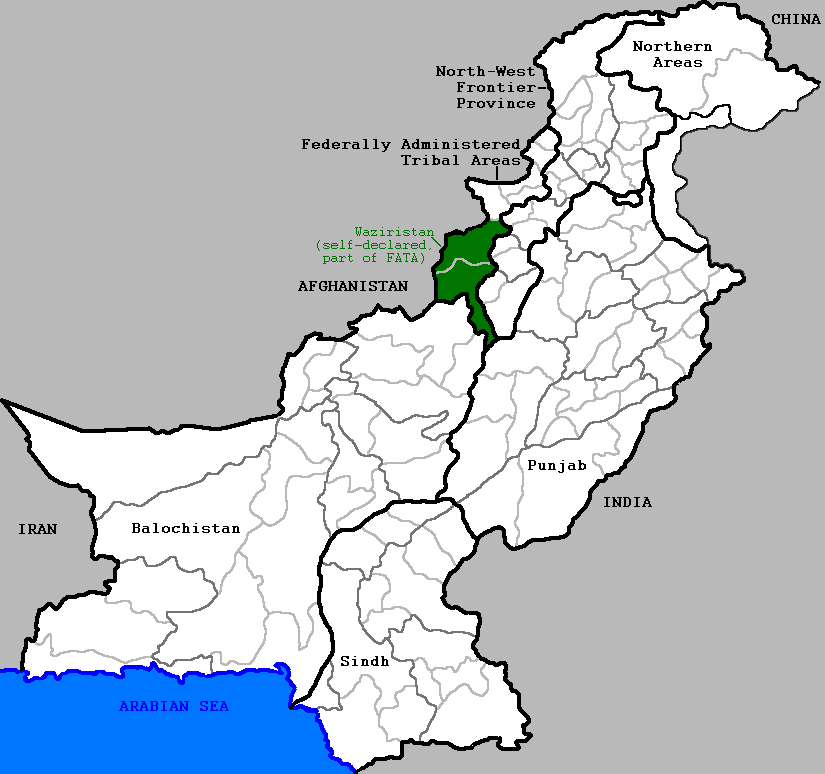
Localização do Waziristão do Norte e do Sul (verde).

O Emirado Islâmico do Waziristão é uma organização rebelde no Waziristão que alguns analistas alegam adquirir o reconhecimento de facto do governo do Paquistão quando foi nomeado como parte no Acordo do Waziristão, um acordo alcançado entre Islamabad e membros de tribos locais para acabar com a não declarada Guerra no Waziristão em 5 de setembro de 2006. 

## Ligações Externas
- Waziristan: Bin Laden's hiding place?, BBC News
- NBC A journey to the heart of Taliban country